# سفين جوس
سفين جوس (18 يوليو 1994 بسويسرا - ) هو لاعب كرة قدم سويسري في مركز الدفاع. لعب مع نادي ثون ونادي يانغ بويز.

## روابط خارجية
- سفين جوس على موقع قاعدة بيانات كرة القدم.إي يو (الإنجليزية)
- سفين جوس على موقع Soccerway.com (الإنجليزية)
- سفين جوس على موقع AS.com (الإسبانية)